# Číslo 9 (film)
Číslo 9 (v originále 9) je počítačově animovaný fantasy film Shane Ackera z roku 2009. Film rozvíjí krátkometrážní film (získal mnoho ocenění a byl nominován na Oskara), který v roce 2005 uvedl stejný autor pod stejným názvem (tedy 9). Hlavními dabéry jsou Elijah Wood, John C. Reilly, Jennifer Connelly, Crispin Glover, Martin Landau a Christopher Plummer.

## Děj
Děj se odehrává v jakémsi nejasném postapokalyptickém světě, kde nežijí lidé. Hlavním hrdinou je hadrová postavička s velkým zipem na hrudi a s číslem 9 na zádech. Potkává další hadrovou postavu mu podobnou, které se říká dvojka, podle jeho čísla na zádech. Seznámí se s ní, avšak do jejich rozhovoru zasáhne mechanická kočka a dvojku unese. Devítka uteče a je zachráněn dalšími "čísly". V katedrále nachází své dočasné útočiště a od ostatních se dozvídá skutečnost o světě. Rozhodne se, že se pokusí zachránit svého uneseného přítele a vydává se na cestu spolu se svým přítelem pětkou. Po cestě však ztratí mapu a jsou donuceni ukrýt se do dolu. Zde se však nachází mechanická kočka spolu s dvojkou. Při prozkoumávání dolu musí čelit útoku kočky, kterou zneškodní dávná přítelkyně sedmička, která již dávno opustila útočiště v katedrále. Poté, co osvobodí dvojku, devítka neúmyslně aktivuje robota "M.O.Z.E.K", který má pouze jediný cíl - zničit vše živé, a to včetně našich postaviček. Během příběhu musí "čísla" bojovat proti různým robotům, které na ně vysílá "mozek", se který se musí nakonec také vypořádat. Devítka se však náhlé dozvídá pravou skutečnost jejich vzniku a vzniku "mozka" a původní plány o zničení musí pozměnit.

## Obsazení a vlastnosti
- Elijah Wood jako 9, je konečným výtvorem vědce, který do něj vložil největší část své duše. Devítka má pro strach uděláno, je odvážný a nebojí se riskovat. Má mnoho otázek, na které mu však Jednička odpovídá, že jsou zbytečné. Udělal několik chyb, avšak má dobré srdce a snaží se udělat správné věci a rozhodnutí.

- Fred Tatasciore jako 8, který má za úkol ochránit ostatní před mechanickými roboty. Jeho zbraní je kuchyňský nůž a nůžky. Má mohutnou postavu, ale mdlejšího ducha. Snaží se dodržovat pořádek ve skupině, přičemž poslouchá rozkazy Jedničky.

- Jennifer Connelly jako 7, odvážná, hbitá a soběstačná bojovnice, jako jediná žena mezi čísly. Divoká dobrodružka se snaží dohlížet na pustinu, ve které přežila a přizpůsobila se jí. Sedmička je vyrobena z plachty; je půvabná, milá, dobrosrdečná a to i přesto, že dokáže úplně sama zabít mechanickou kočku. Na konci filmu ukazuje své slabé a zranitelné stránky.

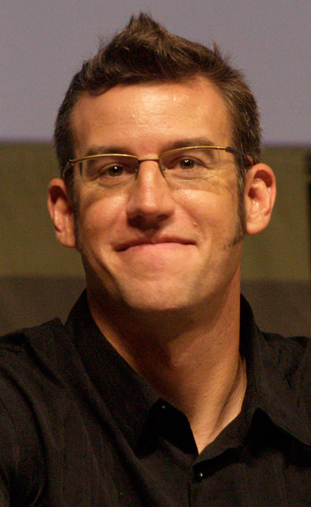
Shane Ackler, tvůrce filmu Číslo 9

- Crispin Glover jako 6, samotářský a výstřední umělec. Na rozdíl od ostatních vidí neustále vize, které kreslí. Pořád mumlá o „zdroji“, ale je mu těžko rozumět a tak si ho často nikdo nevšímá. Špičky jeho prstů jsou zhotoveny z hrotů pera a jsou naplněny inkoustem. Je zhotoven z pruhované látky a má jedno oko větší než druhé. Během filmu nosí kolem krku klíč, který chrání svým životem. Devítka je jediný ve skupině, který se snaží pochopit, co se snaží Šestka říci.

- John C. Reilly jako 5, starostlivý jednooký inženýr. Je věrný, trpělivý, důvěřivý, avšak občas i bojácný. Je učněm Dvojky, s kterým sdílí zvláštní pouto. Během bojů strojů a lidí ztratil své levé oko. Na zádech také nosí koš naplněný zbraněmi (např. jehly jako šípy do „kuše“) a nástroji, které se skupině hodí.

- 3 a 4 jsou vědecká dvojčata, která zkatalogizují všechno co vidí a naleznou. Mají záznamy historie a znají budovy, které je obklopují. Jejich pohlaví nebylo nikdy řečeno a na rozdíl od ostatních nemohou mluvit a své dojmy si předávají blikáním očí. Jsou zvědaví a hraví, ale také plaší a bojácní. Jsou zhotoveni ze zahradních rukavic.

- Martin Landau jako 2, vědcův druhý výtvor. Dvojka je vynálezce a průzkumník, který ztělesňuje vědcova silného tvůrčího ducha. Ve filmu je zobrazen jako nebojácný, se zvědavou osobností. Díky jeho neustálým výletům do pustiny je jeho tělo příliš opotřebováno, je křehké a jemné. Režisér ho laskavě popsal jako „starého mořského vlka“.

- Christopher Plummer jako 1, vědcův první výtvor. Je nejstarší ze skupiny, sám se povýšil na vůdce všech čísel (ačkoliv ne všichni s ním souhlasí, což vede ke konfliktům) a určuje ostatním pravidla žití. Je tvrdohlavý, vznětlivý a zbabělý. Posílá ven Dvojku doufaje, že bude postupem času jako „starý a slabý“ zabit. Jinak ostatním zakazuje do pustiny chodit. Často je v rozporu s Devítkou.

- Alan Oppenheimer jako vědec, který čísla vytvořil a také vynalezl M.O.Z.E.K. Každý z čísel má část vědcovy duše. Každý z nich má jednu z vlastností a jeho slabou stránku. Na začátku filmu jednou z prvních věcí, na něž Devítka naráží, je vědcovo tělo na podlaze. Poté, co se mu nepodařilo změnit nastavení robota M.O.Z.E.K., vytváří postavičky s čísly, aby jiskra života i nadále pokračovala.

## Hudba
Zatímco hrdinové slaví, v pozadí hraje píseň "Somewhere Over the Rainbow" od Judy Garland.

## Vydání na DVD a Blu-ray
Číslo 9 vyšlo v Americe na DVD a Blu-ray 29. prosince 2009 a v Evropě 22. února 2010.

## Tržby
Při prvním dni premiéry film vydělal 3 115 775 a dostal se na první příčky. V prvním premiérovým víkendu byl posunut na druhou příčku se svou tržbou 10 856 000$ a od pět dní později 15 264 000$. Do 29. listopadu 2009 si film vydělal po celém světě celkově 41 859 395 dolarů.

## Ocenění a nominace
| Ocenění a nominace                            | Ocenění a nominace                            | Ocenění a nominace |
| Cena                                          | Kategorie                                     | Výsledek           |
| --------------------------------------------- | --------------------------------------------- | ------------------ |
| Cena Annie                                    |                                               |                    |
| Nejlepší animované efekty v hlavní produkci   | Nominován                                     |                    |
| Nejlepší produkční design a hlavní produkce   | Nominován                                     |                    |
| Producers Guild of America Award              | Producent roku animovaného filmu              | Nominován          |
| Visual Effects Society                        | Vynikající animace v hlavním animovaném filmu | Nominován          |
| Washington D.C. Area Film Critics Association | Nejlepší animovaný film                       | Nominován          |